# チャク

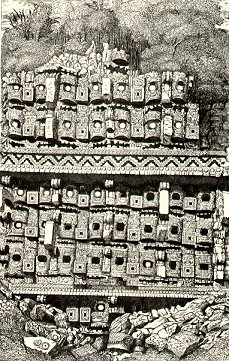
カバー遺跡のコズ・ポープ外壁のチャクの顔

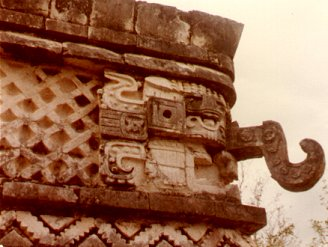
ウシュマル遺跡、神殿の角部分にはめ込まれたチャクの顔

チャクまたはチャック（Chac、Chaac、Chaak）は、マヤ神話において雨と雷を司る神である水も司るため農業の守り神ともされた。

## 信仰
チャクは原古典期の昔から現代に至る長い間、人々の信仰を集めていた。図像に描かれるチャクの姿は時代によって変化しており、最終的には象のように長い鼻で一対の大牙をもち、涙を流す神として表される。また、古典期と後古典期には石斧や蛇などの輝く武器を携えた姿で描かれたり、炎を伴って描かれたりしており、これらはチャクの稲妻を象徴するものと考えられている。
一柱のチャクは四つのチャクに分かれているとも考えられている。北のチャク（白の人）、南のチャク（黄の人）、東のチャク（赤の人）、西のチャク（黒の人）、である。
アステカ神話のトラロック、サポテカ神話のコシーホ（コシーヨとも）としばしば同一視される。